# Universal (Dresden)
Universal is een historisch merk van motorfietsen.
De bedrijfsnaam was: Maschinenfabrik J.C. Müller & Co., later Uni-Rad GmbH, Dresden (1925-1929).
Duits merk dat door Erich Landgrebe geconstrueerde motorfietsen maakte. Ze hadden 183 cc, later 197- en 247cc-kop/zijklep-eencilinder-motoren.
Het merk werd ook wel Universelle genoemd.
- Andere merken met de naam Universal, zie Universal (Rome) - Universal (Willisau).